# УКРОП
Политическая партия «Украинское объединение патриотов — УКРОП» (УКРОП, укр. Політична партія «Українське об'єднання патріотів — УКРОП») — украинская политическая партия, основанная 12 июля 2015 года, зарегистрированная Министерством юстиции Украины 25.09.2014, свидетельство № 250.

## История

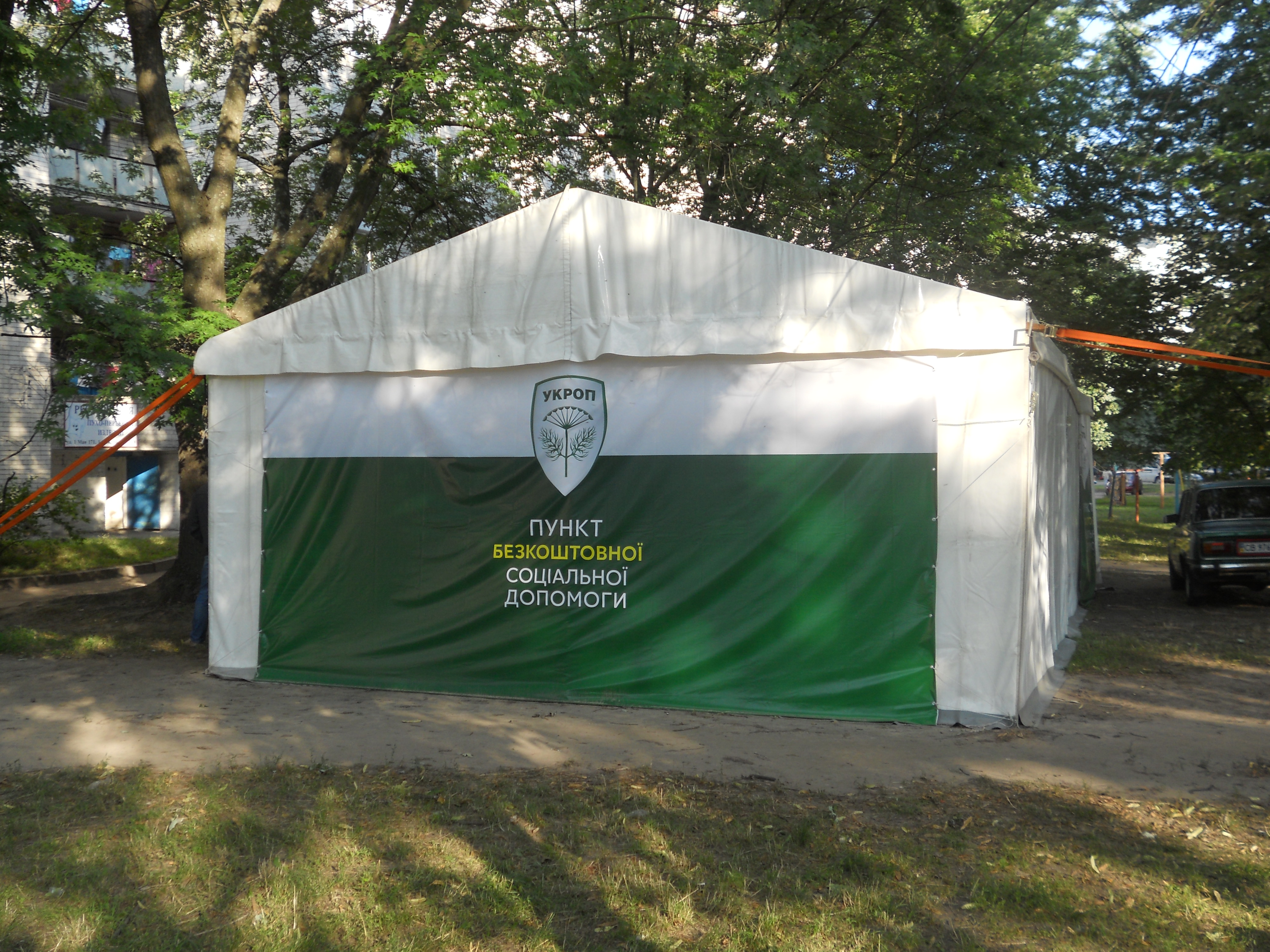
Палатка выдачи обедов и продуктовых наборов Корбана

Партия УКРОП была зарегистрирована Министерством юстиции Украины 25.09.2014, свидетельство № 250.
«В истории украинской политики открывается новая глава. Запомните этот день. Он может стать переломным для Украины и для тех, кому небезразлична судьба нашей страны», — заявил глава партии Геннадий Корбан, опубликовав свидетельство о регистрации на личной странице в социальной сети Facebook.
Предшественником партии стало межфракционное объединение «УкрОП», созданное 2 декабря 2014.
В его состав вошли народные депутаты Украины Дмитрий Ярош, Борислав Береза, Владимир Парасюк, Борис Филатов и другие.

### Вопрос названия и символики
Символом партии является растение — укроп огородный. Изначально «укропами» презрительно называли сторонников Украины в вооружённом конфликте на Донбассе, но те стали носить это прозвище "с гордостью".

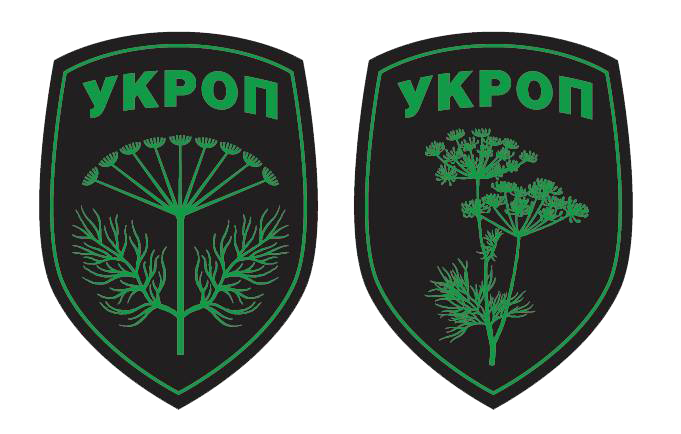
Шевроны партии «Укроп»

Дизайн нашивок с изображением укропа был первоначально разработан и бесплатно распространен в сети украинским художником Андреем Ермоленко. Шевроны приобрели большую популярность среди бойцов АТО, волонтеров и обычных украинцев.
Через некоторое время после использования символики партии Ермоленко подтвердил, что было подписано соглашение о сотрудничестве, согласно которому изменённый вариант логотипа был передан в пользование партии за одну гривну.

### Съезды

#### 3 марта 2018
XIV съезд прошел в Киеве, в мероприятии приняли участие 400 делегатов, одним из вопросов было избрание главы партии на четыре года. Им стал народный депутат Тарас Батенко. Также была начата процедура внутрипартийных президентских праймериз.

#### 12 сентября 2017
УКРОП решил делегировать кандидатов на выборы депутатов и глав сельских, поселковых, городских советов, а также объединенных территориальных общин, которые состоятся 29 октября 2017.

#### 25 ноября 2016
XI съезд утвердил состав совета партии и комиссии контроля. Председателем комиссии избран Игорь Коломойский.

#### 27 мая 2016
Было рассмотрено выдвижение кандидатов в народные депутаты на выборах 17 июля 2016.

#### 12 июля 2015
Избраны контрольно-ревизионная комиссия и политический совет, его председателем стал Геннадий Корбан.

## Участие партии в выборах

### Промежуточные выборы народного депутата в 205 округе
Промежуточные выборы народного депутата Украины на 205 округе, которые прошли в Чернигове 26 июля 2015, стали первым испытанием для новосозданной партии. Кандидатом на роль народного депутата Украины от Чернигова был выдвинут лидер партии Геннадий Корбан. По итогам голосования народным депутатом от 205 округа был избран Березенко с результатом 35,90 % (17 782 голосов). Кандидат от УКРОПа получил второй результат 14,76 % (7311 голосов).
После того, как результаты голосования были опубликованы ЦИК, Корбан заявил, что не признаёт своего поражения, а его оппонент победил благодаря «налаженной сети по скупке голосов на 60 тысяч человек».

### Местные выборы 2015 года
12 сентября 2015 года партия заявила о планах участвовать в местных выборах 25 октября 2015 года.
«Мы приняли решение о выдвижении наших команд в местные советы по всей стране и по поддержке кандидатов в мэры ряда ключевых городов», — заявил во время съезда партии глава политсовета УКРОПа Геннадий Корбан. 
Партия выдвинула Бориса Филатова в качестве кандидата на роль главы города Днепропетровска, а Геннадия Корбана — на роль городского главы столицы Украины.
По результатам прошедших осенью 2015 года региональных выборов партия заняла седьмое место по количеству депутатов, проведённых в местные органы власти (5 % от всех).
2 ноября 2015 года миллиардер Игорь Коломойский высказал мнение, что арест Корбана и обыски в офисах партии УКРОП связаны с её высоким результатом на прошедших выборах.
По сводным результатам выборов в областные советы и Киевский городской совет, партия УКРОП получила:
| Место | Всего голосов | % голосов | Всего мест | % мест | К-во советов, где представлены | Наивысший % поддержки | Регион наивысшей поддержки |
| ----- | ------------- | --------- | ---------- | ------ | ------------------------------ | --------------------- | -------------------------- |
| 4     | 949 689       | 7,43 %    | 140        | 7,69 % | 18                             | 21,91 %               | Волынь                     |

### Выборы в ВРУ 17 июля 2016
На промежуточных выборах в ВРУ, которые состоялись 17 июля 2016, представительница партии Ирина Констанкевич в 23-м округе на Волыни набрала 57,42 % голосов избирателей.
Предприниматель Виктор Шевченко победил в 85-м округе на Прикарпатье с результатом 21,19 % голосов. Его ближайший соперник — Сергей Насалик, которого выдвинул «Блок Петра Порошенко Солидарность», получил 19,72 % поддержки.

### Выборы в объединенных территориальных громадах (ОТГ) 11 и 18 декабря 2016
По результатам первых местных выборов в объединенных территориальных громадах в декабре 2016 года от партии в советах ОТГ будут работать 229 депутатов. Общий партийный результат партии — 5,72 %.
УКРОП получил 6 глав ОТГ — с учетом кандидатов, которые выдвигались при поддержке партии.

### Выборы ОТГ 30 апреля 2017
Партия получила должности депутатов в 26 громадах 13 областей.

### Выборы ОТГ 29 октября 2017
Партия получила 282 депутатских мандата в 21 области Украины.

### Выборы ОТГ 24 декабря 2017
5,7 % украинцев поддержали УКРОП на выборах.

## Руководство
- Глава партии — с 3 марта 2018 должность занимает Тарас Иванович Батенко.
- Высший руководящий орган партии — съезд партии.

Председатели политсовета
- 13.05.2016 — 03.03.2018 — Тарас Иванович Батенко;
- 23.01.2016 — 13.05.2016 — Денис Валерьевич Борисенко;
- 15.06.2015 — 23.01.2016 — Геннадий Олегович Корбан.

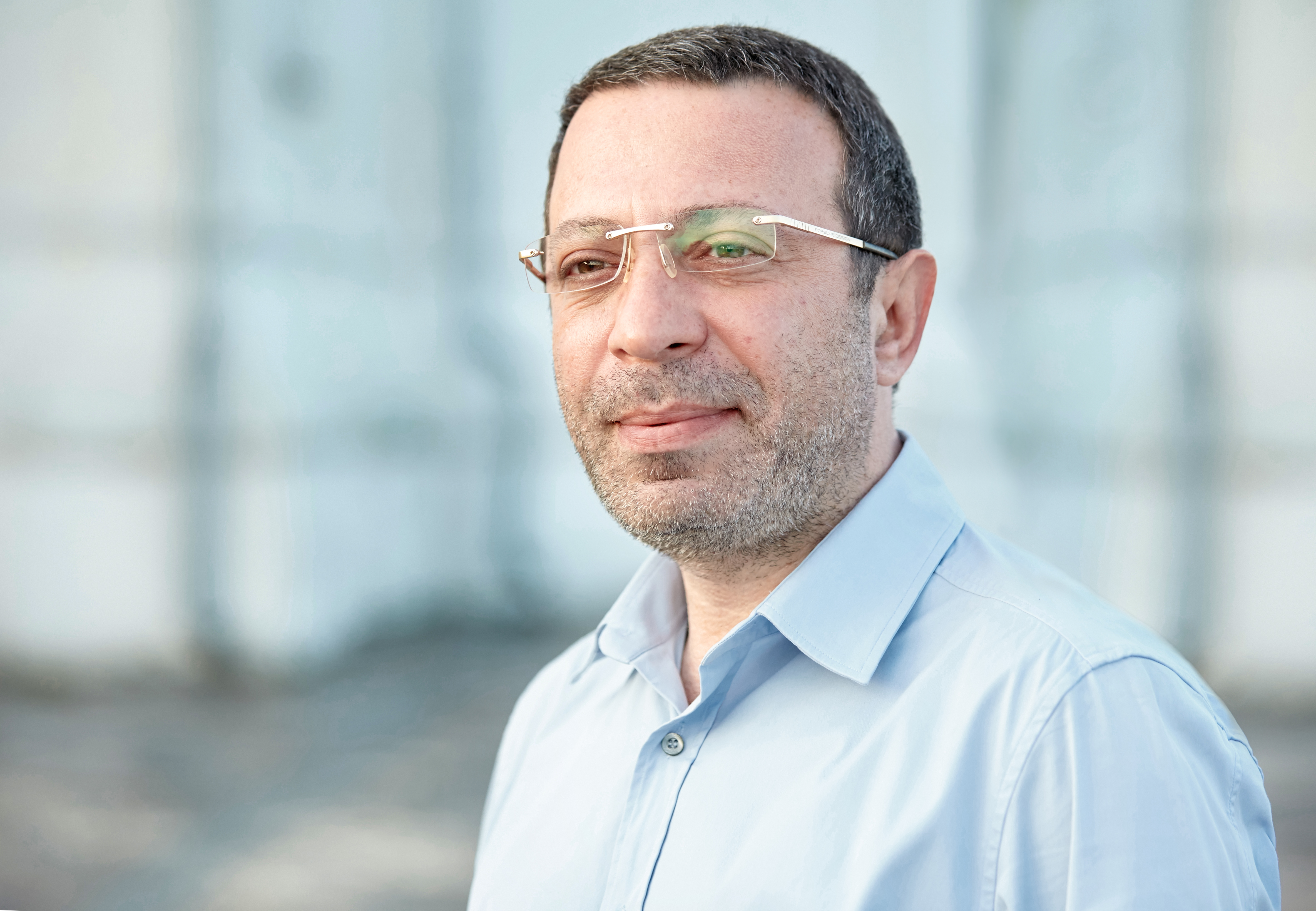
Геннадий Корбан

Первым главой политсовета с 5.06.2015 до 23.01.2016 был Корбан Геннадий Олегович, украинский государственный и политический деятель, бизнесмен. Зарегистрирован кандидатом в городские головы Киева от УКРОПа на местных выборах, которые состоялись 25 октября 2015 года.
Члены политсовета: Батенко Тарас Иванович, Бежан Михаил Михайлович, Богданов Виталий Владимирович, Борисенко Денис Валерьевич, Брагинец Игорь Васильевич, Валетов Камиль Арафетдинович, Васильчук Александр Владимирович, Виротченко Андрей Григорьевич, Вовчок Инна Игоревна, Гатунок Артур Анатольевич, Гордийчук Диана Юрьевна, Градобой Сергей Владимирович, Грень Виталий Вячеславович, Гришин Ярослав Владимирович, Дидыч Валентин Владимирович, Довжаница Александр Константинович, Дубинин Александр Иванович, Дунец Сергей Федорович, Загоровский Руслан Владимирович, Зозуля Григорий Степанович, Иванов Геннадий Павлович, Ивашко Наталья Александровна, Ильин Алексей Александрович, Йовдий Дмитрий Васильевич, Ковалев Андрей Юрьевич, Козыревич Дмитрий Павлович, Кокитко Наталия Владимировна, Кокиш-Мельник Николай Юрьевич, Корбан Геннадий Олегович, Кривенко Тарас Александрович, Кудусов Эрфан Энверович, Куприй Виталий Николаевич, Луговой Владислав Витальевич, Майбоженко Владимир Владимирович, Маламан Руслан Николаевич, Малышевский Игорь Александрович, Масюк Александр Иванович, Меланченко Александр Иванович, Мирошников Виталий Юрьевич, Мирошниченко Алексей Сергеевич, Момотюк Юрий Владимирович, Негря Власта Степановна, Обущак Иван Анатольевич, Палица Игорь Петрович, Палийчук Николай Васильевич, Парфан Тарас Дмитриевич, Пашкевич Татьяна Дмитриевна, Подворный Тарас Михайлович, Полищук Игорь Игоревич, Полунина Светлана Николаевна, Прасол Михаил Викторович, Ратушняк Андрей Мирославович, Рубанский Владимир Иванович, Рублев Вячеслав Владимирович, Санченко Ирина Владимировна, Свитан Роман Григорьевич, Сегеда Андрей Витальевич, Симанский Дмитрий Альбертович, Соловей Сергей Андреевич, Степчук Василий Юхимович, Сторчеус Виктор Александрович, Танюк Сергей Александрович, Телишевский Игорь Зиновьевич, Терехов Евгений Эдуардович, Титовский Денис Анатольевич, Ткачук Виталий Васильевич, Ухач Евгений Иванович, Филатов Борис Альбертович, Хоменко Василий Петрович, Цыбульский Андрей Иванович, Шевченко Александр Леонидович, Шиятый Владимир Александрович, Шестак Олег Вячеславович, Шилов Владимир Иванович, Шкляр Василий Николаевич, Шкуро Антон Сергеевич, Шумей Александр Иванович, Яременко Богдан Васильевич.
Ядро партии составляют ветераны АТО, волонтеры, общественные активисты, предприниматели, а также представители «днепропетровской команды», которая в самое тяжелое время организовала оборону региона и не допустила повторения в Днепропетровске событий Донецка и Луганска.
Один из председателей политсовета «Украинского объединения патриотов» («УКРОП») Денис Борисенко работал помощником-консультантом на общественных началах депутата Верховной Рады Украины 7-го созыва от фракции «Партия регионов» Олега Царёва в период с ноября 2010 года по февраль 2012 года.
13 мая 2016 года политсовет партии выбрал председателем народного депутата Тараса Батенко, его кандидатуру поддержал Геннадий Корбан. Решение об избрании вступило в силу после проведения VIII съезда партии, который состоялся 27 мая (предварительная дата проведения 8-го съезда была назаначена на 19 мая). В 2018 году должность главы политсовета была упразднена и появлиась новая — глава партии. Решением XIV съезда  партии, который состоялся 3 марта 2018, главой партии на 4 года был избран Тарас Батенко.
XI съезд партии, проходивший 25 ноября 2016 года, избрал Игоря Коломойского председателем Комиссии партийного контроля («партийного суда») — постоянного контрольно-ревизионного органа, который контролирует и проверяет соблюдение требований устава, программных документов, партийной дисциплины и этики членами партии, ее уставными органами и руководством.

## Идеология
«Украинское объединение патриотов» позиционирует себя как представитель правоцентризма.
УКРОП — партия граждан-патриотов, которая защищает интересы гражданского общества в его борьбе против существующей системы власти за построение на Украине государства свободных граждан. Их объединяет любовь к стране и её народу независимо от национальности, вероисповедания, языка, социального происхождения, рода занятий или уровня материального достатка.

Основной идеологической позицией партии является полное уничтожение существующей бюрократической коррупционной системы.
Это предусматривает обновление всех ветвей власти и силовых структур, создание новой Конституции и поэтапное «обнуление» всех законов, прозрачное финансирование политических партий, а также национализацию стратегически важных для государства предприятий. Новая Украина в понимании партии — это страна социальной рыночной экономики, в которой большинство граждан являются совладельцами крупных компаний через пенсионные и суверенные фонды.
Это парламентская республика, в которой Президент не может быть членом или председателем какой-либо партии. Это государство с децентрализованной властью и минимальным количеством чиновников. Страна, которая занимает активную политическую позицию в Европе и мире, способная защитить себя с помощью профессиональной контрактной армии, резервных частей и добровольческих батальонов. Страна не бюрократических кланов, а свободных и ответственных граждан.

## Уголовное расследование деятельности Геннадия Корбана
31 октября 2015 года Геннадий Корбан был задержан в своей квартире в Днепропетровске во время спецоперации ГПУ и СБУ по борьбе с ОПГ. Ему предъявлены обвинения по четырём статьям Уголовного кодекса: 255 (создание организованной преступной организации), 191 (присвоение, растрата имущества: по факту хищение средств из «Фонда обороны страны»), 349 (задержание представителя власти или сотрудника правоохранительных органов в качестве заложника: по факту похищения главы Государственного земельного агентства Сергея Рудыка и секретаря Днепропетровского городского совета Александра Величко), 289 (похищение автомобильного транспорта). В тот же день сотрудники Службы безопасности Украины доставили Геннадия Корбана в следственный изолятор в Чернигове. Правоохранители проверили информацию о руководстве Геннадием Корбаном организованной преступной группой. В ходе спецоперации, в которой приняли участие представители прокуратуры и Службы безопасности Украины, правоохранители изъяли более 1,3 млн долларов и 40 млн гривен в офисах и частных помещениях в рамках операции по ликвидации деятельности организованной преступной группы. Во время обысков в офисе партии «Украинское объединение патриотов — УКРОП» в Днепропетровске обнаружили и изъяли деньги в сумме более 1 млн долларов, 5 автоматов Калашникова и аппаратуру для прослушивания в разных стандартах сотовой связи, а также большое количество печатей субъектов предпринимательской деятельности и печать Управления коммунальной собственности Днепропетровского городского совета.
По итогам рассмотрения вопроса о мере пресечения, которое длилось в Печерском районном суде Киева с 9:00 5 ноября до 8:00 6 ноября, суд принял решение о домашнем аресте Корбана.